# تویوتا کورولا (ای۱۶۰)
تویوتا کورولا (ای۱۶۰) (به انگلیسی: Toyota Corolla (E160)) نسل یازدهم تویوتا کورولا است که در ژاپن، هنگ کنگ، بنگلادش و سری‌لانکا عرضه می‌شود و نسبت به تویوتا کورولا (ای۱۷۰) کوچکتر است. برای بازارهای بین‌المللی، تویوتا کورولا (ای۱۷۰) به جای آن عرضه می‌شود. همانند نسخه های قبلی، این نسخه از کورولا هم در ژاپن با نام Corolla Axio عرضه می‌شود. نسخه واگن استیشن آن هم نام Corolla Fielder را دریافت نموده است.

## موتورها
| درجه، مدل(کد)               | حجم موتور                                         | قدرت و گشتاور                                                                     | جعبه دنده                                                                 |
| --------------------------- | ------------------------------------------------- | --------------------------------------------------------------------------------- | ------------------------------------------------------------------------- |
| 1.8S (ZRE162; Fielder only) | ۱٬۷۹۷ سانتی‌متر مکعب (۱۰۹٫۷ اینچ مکعب) I4 (2ZR-FE) | ۱۴۰ اسب بخار متری (۱۰۰ کیلووات)@6200 rpm, ۱۷۳ نیوتن متر (۱۲۸ پوند-فوت)@4000 rpm   | Super CVT-i with 7-speed sports sequential shiftmatic with CVT sport mode |
| Hybrid (NKE165)             | ۱٬۴۹۶ سانتی‌متر مکعب (۹۱٫۳ اینچ مکعب) I4 (1NZ-FXE) | ۷۴ اسب بخار متری (۵۴ کیلووات)@4800 rpm, ۱۱۱ نیوتن متر (۸۲ پوند-فوت)@3600-4400 rpm | E-CVT                                                                     |
| LUXEL (NZE161)              | ۱٬۴۹۶ سانتی‌متر مکعب (۹۱٫۳ اینچ مکعب) I4 (1NZ-FE)  | ۱۱۰ اسب بخار متری (۸۱ کیلووات)@6000 rpm, ۱۳۶ نیوتن متر (۱۰۰ پوند-فوت)@4800 rpm    | Super CVT-i                                                               |
| 1.5 G / X (NZE161)          | ۱٬۴۹۶ سانتی‌متر مکعب (۹۱٫۳ اینچ مکعب) I4 (1NZ-FE)  | ۱۱۰ اسب بخار متری (۸۱ کیلووات)@6000 rpm, ۱۳۸ نیوتن متر (۱۰۲ پوند-فوت)@4400 rpm    | Super CVT-i / 5-speed manual                                              |
| 1.3X (NRE160; Axio only)    | ۱٬۳۲۹ سانتی‌متر مکعب (۸۱٫۱ اینچ مکعب) I4 (1NR-FE)  | ۹۵ اسب بخار متری (۷۰ کیلووات)@6000 rpm, ۱۲۱ نیوتن متر (۸۹ پوند-فوت)@4000 rpm      | Super CVT-i                                                               |